# Nella fretta dimentico
(Federico Poggipollini - Bologna e piove)
Nella fretta dimentico è il secondo album del chitarrista Federico Poggipollini. L'album è stato pubblicato nel 2003 per Stranisuoni e contiene 11 tracce.

## Tracce
1. Solo per un giorno – 3:12 (Federico Poggipollini, Grazia Verasani)
2. Cancellando ogni distanza – 3:39 (Giuseppe Guerra, Federico Poggipollini)
3. Il personaggio – 3:59 (Federico Poggipollini)
4. Qualcosa di me – 3:21 (Federico Poggipollini, Angela Baraldi, Grazia Verasani, Antonio Bonetti)
5. Tutto si muove – 2:40 (Federico Poggipollini)
6. Con loro sono nato – 3:56 (Federico Poggipollini, Grazia Verasani)
7. Nella fretta dimentico – 3:25 (Federico Poggipollini)
8. Il momento – 3:15 (Federico Poggipollini)
9. Tra di noi – 2:27 (Federico Poggipollini)
10. Bologna e piove – 3:50 (Federico Poggipollini, Antonio Bonetti, Andrea de Luca,)
11. Attraverso – 2:27 (Federico Poggipollini)

## Singoli
- Bologna e piove - 2003
- Cancellando ogni distanza - 2003 (solo radio)
- Il personaggio - 2004 (solo radio)
- Solo per un giorno - 2004

## Video
- Bologna e piove - 2003
- Cancellando ogni distanza - 2003
- Il personaggio - 2004
- Solo per un giorno - 2004

## Formazione
- Federico Poggipollini - voce, chitarra, harpsichord, pianoforte, basso
- Antonio "Ciullo" Bonetti - batteria
- Marco Prati - basso e cori
- Paolo Campioli - chitarra
- Lucio Morelli - tastiera
- Mel Previte - chitarra (in Cancellando ogni distanza)
- Emi Pierro - batteria (in Tutto si muove)
- Franco "Jamaica" Barletta - basso (in Bologna e piove)

## Curiosità
- Il brano Tutto si muove è la nuova versione di Tutto quello che, singolo uscito nel 2002.
- Per il testo del brano Tra di noi Federico Poggipollini si è ispirato ad una poesia di Pedro Solinas.
- Il brano Bologna e piove è presente nella sua precedente versione (intitolata New York che piove) nell'album Neuropa dei Radiocity.
- Il singolo Bologna e piove ha raggiunto la 12ª posizione nella classifica FIMI-Nielsen (luglio 2003).